# Перистерона
Перистерона, още Угурли или Угрек (на гръцки: Περιστερώνα, катаревуса Περιστερῶν, Перистерон, до 1927 Ογρέκ, Огрек), е село в Егейска Македония, Гърция, част от дем Бешичко езеро в административна област Централна Македония.

## География
Перистерона е разположено в северната част на Халдикидическия полуостров.

## История
Източно от Перистерона, на югозападния бряг на Бешичкото езеро е средновековната крепост Кале. Селото е споменато в XV - XVI век под името „Огрек Буюк” или „Огрек Кючук”. През XVII - XVIII век е записано като мюсюлманско селище под името „Огрек“.
След Междусъюзническата война в 1913 година попада в Гърция. Според преброяването от 1928 година Угурли е изцяло бежанско село с 54 бежански семейства с 203 души.
В 1926 година името на селото е сменено на Перистерона, но промяната влиза официално в следващата 1927 година.